# Символи на есперанто
Символи на есперанто е съвкупността от символи, олицетворяващи както самия език есперанто, така и цялото есперантистко общество. Степента на официалност на символите е различна, но към най-често използваните се включват знамето на есперанто, химн на движението и зелена петолъчна звезда. Допълнителните неофициални атрибути включват и зеления цвят като цяло и портрет на инициатора на есперанто Людвик Заменхоф. През 1987 г. е представен още един, т.нар. „юбилеен символ“ на есперанто.

## Зелена звезда
За първи път зелената петолъчна звезда е предложена като символ на есперанто през 1892 г. в списание „Есперантист“. Скоро тя се превръща в есперантистки идентификационен знак; носена е (и продължава да се носи и в наше време) под формата на нагръдна значка. Тя също така е използвана на есперантистката монета „стело“. Според най-разпространеното тълкуване, петте върха на звездата символизират петте континента, събрани в една обща надежда за обединение на всички нации и народи с помощта на есперанто (зеленият цвят е традиционен за надеждата).
Има много варианти на този знак (например, срещат се звезди с буквата „Е“ в центъра). Като икона и символ на есперанто, зелената звезда често е ставала обект на художествено творчество.

## Знаме на есперанто
Знамето на есперанто представлява зелено флаг (с пропорции на страните 2:3), в чиито горен ляв ъгъл е изобразен бял квадрат със зелена петолъчна звезда. Зеленият цвят на знамето символизира надеждата, белият – мир и неутралитет, петолъчната звезда – петте континента, обединени от една надежда.
Въпросът за одобрение на знамето е решен на Първия световен конгрес на есперантистите, проведен във Франция в град Булон сюр мер. Иля Островски (участник от Ялта) предлага знамето да се приеме като официален флаг на местната група, и конгресът приема предложението му.
Знамето е използвано върху логото на търсачката на Google на 15 декември 2009 г., в деня на 150-годишнината от рождението на основателя му, Заменхоф.

## Химн на есперантисткото движение
Химнът на есперанто е песен по стихотворението на самия Заменхоф „La Espero“, по музика на френския есперантист Фелисиан дьо Мени.

## Зелен цвят
Зеленият цвят е традиционен цвят за обозначаване на всичко, което е свързано с есперанто и неговата общност. Той символизира надеждата (на есперанто: espero) и е атрибут на знамето и звездата на есперанто

## Юбилеен символ
Юбилейният символ е проектиран от бразилските есперантисти в рамките на специален конкурс. Печели проект, представен от бразилския есперантист Илмар Ферейра (по-късно вариантът е технически усъвършенстван).
Юбилейният символ представлява стилизирано изображение на земното кълбо, съставено от латинска буква „Е“ и кирилската буква „Э“ (която символизира обединението на Изтока и Запада – от особено значение по това време, периода на Студената война). Той тържествено е представен през 1987 г. (годината на стогодишншната на есперанто). Има неофициални имена, свързани с неговата форма: „диня“, „яйце“, „топка за ръгби“. Някои есперантисти критикуват знака за това, че въвеждането му скъсва с вече установената традиция. Все още използването на този символ е доста ограничено: той се прилага само като емблема на издания на някои от големите есперанто-организации (като UEA и FEL); за обикновените есперантисти по-разпознаваеми си остават традиционните символи.

## Портрет на Заменхоф
Портретът на Заменхоф е широко използван в средите на есперантистите, напр. като сложен на стената атрибут на клуб, въпреки факта, че самият Заменхоф многократно е подчертавал, че е само „инициатор на есперанто“ и по всякакъв начин е препятствал създаването на някакъв култ към личността си. Портретътъ му също така е използван на серия от пощенски марки на СССР.

## Интересен факт
Руският изследовател на есперантисткото движение Анатолий Сидоров в една от своите статии твърди, че идеята за петолъчната червена звезда се явява на Лев Троцки, след като на едно от заседанията той вижда характерния есперантистки зелен знак на члена на Военния революционен съвет и на Петроградското дружество Есперо Николай Криленко.